# Volimír (biskup kujavsko-pomořanský)
Volimír (polsky Wolimir) († 10. června 1275) – kujavsko-pomořanský biskup (1252–1275), měl také titul biskup wloclawský. Byl biskupem v jednom z nejstarších biskupství v polském království, které bylo založeno v roce 1015.

## Život

### Presbyteriát
První záznamy o jeho činnosti se objevují v roce 1235, kdy byl kaplanem hnězdenského arcibiskupa Pelka (polsky Pełka). Koncem 30. let byl proboštem krušvické kapituly (podle města Kruszwica) a arcijáhen rudzký (podle města Rudzica).
V roce 1241 se stal kancléřem mazovského knížete Konráda I. Mazovského († 1247). Vedl dvorní kancelář, prováděl zahraniční politiku knížectví a zodpovídal za kontakty s vyššími duchovními. V tomto úřadu byl do roku 1247, tedy do smrti knížete.
Následně byl kancléřem lenčickým (podle města Łęczyca) a kujavským ve službách Kazimír I. Kujavský († 1267).

### Episkopát

#### Věci politické
Za kujavsko-pomořanského biskupa byl vybrán v druhé polovině roku 1252. První zápis o něm, jako o biskupovi byl ze 14. února 1253. Jako biskup změnil smířlivou, vstřícnou politiku vůči Řádu německých rytířů (součásti diecéze bylo území, které patřilo tomuto řádu), tento krok vedl k častým konfliktům s řádem.
Dohodou z roku 1253 ukončil dlouhotrvající spory, které začal jeho předchůdce Michal (polsky Michał, biskup kujawsko-pomorski) s knížetem Gdaňského Pomořanska Svatoplukem II. Velkým (polsky Świętopełk II. Wielki). Za toto přislíbil kníže ctění práva kujavsko-pomořanských biskupů na výběr kandidátů pro kostely a církevní úřady, vč. církevní jurisdikce. Jakož i právo konfiskovat majetek těm, kteří po více než rok byli v exkomunikaci (latinsky ex-communicare).
V dalších létech protestoval proti nedodržování této dohody ze strany Svatopluka II. Velkého a jeho nástupců.
V roce 1253 uzavřel s Svatoplukem II. Velkým dohodu o desátkách ze vsi Racožku (polsky Raciążek).
Na přelomu roku 1254/1255 se účastnil ve vyjednávání mezi řádem (Řád německých rytířů) a kujavským knížectvím, které skončilo úspěchem knížete Kazimíra I. Kujavského.
Dne 12. února 1259 byl delegovaný prostřednictvím Apoštolského stolce na úřad soudce. V rámci soudu proti řádu přisoudil plockému (podle města Płock) biskupovi Ondřeji Ciolkovi (polsky Andrzej Ciołko) diecézní jurisdikci na území chelmicka (polsky Ziemia chełmińska).V dalších letech biskup Volimir změnil politickou orientaci a přešel na stranu řádu. Čímž si znepřátelil jak Svatopuka II. Velkého, tak i Kazimíra I. Kujavského.
V roce 1264 bez souhlasu knížete Kazimíra I. Kujavského opevnil biskupské sídlo v Racožku. Kníže zaútočil na sídlo, vyplenil je a zcela zbořil jeho opevnění. Kníže napadl i dalších vesnice, které patřily pod biskupství. Biskup knížete exkomunikoval, ale i tak musel opustit biskupství. V dubnu 1266 byla uzavřená smírčí dohoda mezi biskupstvím a knížecím dvorem.

#### Věci církevní
Biskup Volimir byl aktivní účastník provinčních synodů. Při obsazování úřadů nedbal na původ adepta, tedy jeho společenské postavení. Na důležitá místa jmenoval také lidi měšťanského původu, jako např. děkana wloclawské kapituly jistého Albierza (latinsky Alberus), † 1283.
Byl jedním ze dvou papežských komisařů, které jmenoval Urban IV., kteří zkoumali zázraky Hedviky Slezské (polsky Jadwiga Śląska).

## Smrt
Dne 17. ledna 1274 jej papež Řehoř X. pověřil uvolněné arcidiecéze Hnězdno (polsky Gniezno), kde byl až do své smrti v 10. června 1275.